# بايرون كوك
بايرون كوك (بالإنجليزية: Byron Cook)‏ هو سياسي أمريكي، ولد في 8 أبريل 1954. حزبياً، نشط في الحزب الجمهوري. وقد انتخب عضو مجلس نواب تكساس.

## وصلات خارجية
- الموقع الرسمي